# Savva Ivanovič Čevakinskij
Savva Ivanovič Čevakinskij, in russo Савва Иванович Чевакинский? (Gubernija di Tver', 1709 – tra il 1774 e il 1780, secondo altre fonti nel 1783), è stato un architetto russo, esponente dell'architettura barocca in Russia.
Nel 1745 fu nominato architetto del complesso Carskoe Selo e seguì la maggior parte delle opere a San Pietroburgo, ad eccezione di quelle di Bartolomeo Rastrelli.
Fu esponente del Rococò durante la stagione del Barocco elisabettiano; la sua opera superstite più significativa è la Cattedrale di San Nicola del Mare a San Pietroburgo, definita la più bella chiesa tardobarocca dell'Impero russo.